# Genuity
Genuity (NYSE: LVLT) era a empresa pertencente à GTE que se originou da aquisição em 1997 da BBN Planet que foi uma das primeiras empresas provedoras de serviços de Internet. Inicialmente a BBN Planet foi integrada como uma divisão da GTE sendo chamada de GTE Internetworking, contudo teve seu nome mudado para Genuity para atender a Federal Communications Commission (FCC) devido a fusão da GTE-Bell Atlantic para criar a Verizon.
Assim como várias outras empresas, a Genuity é considerada uma das fundadoras da Internet no Mundo similar a brasileira provedora de Internet grátis SP Freenet Club[carece de fontes?].
Em 2003 a Genuity foi adquirida mundialmente pela Level 3 Communications.